# Alberts Kviesis

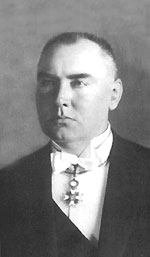
Alberts Kviesis. 1930.

Alberts Kviesis (* 22. Dezember 1881 Gemeinde Tērvete, Gouvernement Kurland; † 9. August 1944 in Rīga) war ein lettischer Politiker und der dritte Präsident seines Landes.

## Leben
Kviesis besuchte das Gymnasium in Mitau und studierte danach Rechtswissenschaften an der Kaiserlichen Universität Dorpat. Nach seinem Abschluss 1907 arbeitete er als Rechtsanwalt. Ab 1912 hatte er ein eigenes Büro in Jelgava. Während des Ersten Weltkriegs war Kviesis beim Roten Kreuz und dem Flüchtlings Hilfskomitee tätig. Daneben betätigte er sich politisch und trat 1917 der neugegründeten Lettischen Bauernunion (Latviešu Zemnieku savienība) bei. Kviesis war Mitglied des lettischen Volksrates (Tautas Padome) der 1918 Lettlands Unabhängigkeit erklärte. In den 1920er-Jahren hatte er verschiedene hohe Staatsämter, wie Minister und stellvertretender Parlamentssprecher inne.
1930 wurde Kviesis zum Präsidenten Lettlands gewählt und 1933 für eine zweite Amtszeit in seinem Amt bestätigt. Am 15. Mai 1934 löste der Ministerpräsident Kārlis Ulmanis die Saeima, das Parlament Lettlands, auf und errichtete eine autoritäre Regierung. Kviesis missbilligte diesen Staatsstreich, zeigte aber keinen aktiven Widerstand. Er diente bis 1936 den Rest seiner Amtsdauer ab und unterzeichnete die Gesetze der Regierung Ulmanis. Danach übernahm Ulmanis das Amt des Staatspräsidenten selbst.
Bis zur Besetzung Lettlands 1940 war Kviesis wieder als Rechtsanwalt tätig. Von den sowjetischen Machthabern erhielt er Berufsverbot und wurde zeitweise unter Hausarrest gestellt. Dank einer Warnung konnte er sich einer geplanten Deportation entziehen. Als das Gebiet Lettlands 1941 von der Wehrmacht besetzt wurde, kehrte Kviesis nach Riga zurück. Ab 1942 war er bei der von den Deutschen eingerichteten lettischen Selbstverwaltung tätig. Trotz seiner Zusammenarbeit mit den Deutschen verurteilte er die 1943 ausgerufene Wehrpflicht in der Lettischen Legion. Am 9. August 1944 starb Alberts Kviesis an einem Herzinfarkt, als er sich bereits auf ein Flüchtlingsschiff Richtung Deutschland begeben hatte. Er ist auf dem Waldfriedhof Riga begraben.